# IC 4785
IC 4785 ist eine Balken-Spiralgalaxie vom Hubble-Typ SBb im Sternbild Pfau am Südsternhimmel. Sie ist schätzungsweise 159 Millionen Lichtjahre von der Milchstraße entfernt.
Das Objekt wurde am 16. September 1901 von DeLisle Stewart entdeckt.